# 鐺ハ

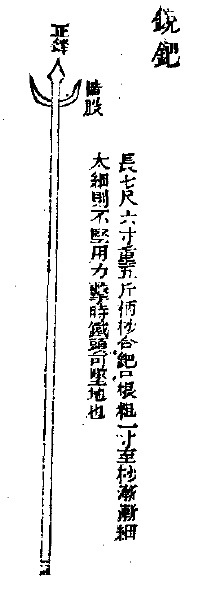
鐺鈀

鐺鈀（とうは、タンパ）は、中国、朝鮮で使用された長柄武器の一種。いわゆる三叉槍である。

## 概要
形状は三叉の槍である。明代の中国で農具から改良、対倭寇戦に使用された。特に17世紀以降の朝鮮では兵卒向けに多用されている。
朝鮮軍は太祖李成桂以来、弓術と馬術をその根幹として近接戦闘を軽んじてきたが、1592年から1597年の朝鮮の役で日本軍の猛攻を受けた国王宣祖は、日本軍の刀槍による死傷を考慮し、中国に学んだ刀剣、槍棍の訓練を命じた。軍上層部からは弓術軽視につながるとして反対意見が上奏されている。
教本として戚継光の『紀効新書』（1560年）を採用し、これを基にした『武芸諸譜』（1598年）、『武芸諸譜続集』（1604年）、ハングル訳の『武芸諸譜翻訳続集』（1610年）などが刊行、配布された。これらの書籍は絵図入りで操方が解説され、鐺鈀もその中に確認できる。以後、朝鮮でもこれらの武器が広まった。一部は朝鮮の役以前も存在はしていたものの、一般的では無かった。